# Jeannette Yango
Jeannette Grace Ngock Yango (* 12. Juni 1993 in Yaoundé) ist eine kamerunische Fußballspielerin.

## Karriere
Yango startete ihre Karriere mit Louves Minproff de Yaoundé. Im Frühjahr 2010 verließ sie gemeinsam mit Mannschaftskollegin Henriette Michele Akaba Edoa Kamerun und wechselte zum thailändischen Erstliga Verein Bangkok Thonburi Sport Club. Nach einer Saison Thailand Abenteuer, kehrte sie im Januar 2011 zu Louves Minproff de Yaoundé zurück. Nach einer starken ersten Hälfte der Saison 2011 bei Louves Minproff, bekam sie eine Einladung zum Probetraining in Serbien. Im Herbst 2011 unterschrieb Yango nach erfolgreichen Probetraining für ŽFK Spartak Subotica. Am 20. Februar 2012 verließ sie dann Serbien und unterschrieb in Polen für den 1. FC Kattowitz.
Am 25. August 2012 löste sie ihren Vertrag mit dem 1. FC Kattowitz auf und begann ein Probetraining beim deutschen Meister 1. FFC Turbine Potsdam, wo sie am 5. Oktober einen Drei-Jahres-Vertrag erhielt. Nach drei Bundesligaspielen für Turbine und sieben Zweitligaspielen für die Reserve, wechselte sie am 25. August 2013 zum französischen Division 1 Féminin-Verein FF Yzeure Allier Auvergne.
Im Juli 2012 wurde sie für die olympischen Sommerspiele 2012 in London nominiert.